# Wieczna miłość
Wieczna miłość (ang. Immortal Beloved) – brytyjsko-amerykański film biograficzny o życiu Ludwiga van Beethovena z 1994 roku w reżyserii Bernarda Rose’a. Zdjęcia kręcono w Kromieryżu, Pradze oraz w Wiedniu.

## Fabuła
Rok 1827. Zostaje otwarty testament Ludwiga van Beethovena. Okazuje się, że cały swój majątek zapisał on „wiecznej miłości”. Ostatnia wola Ludwiga okazuje się dużym zaskoczeniem zarówno dla jego młodszego brata Johanna, jak i przyjaciela – Antona Schindlera. Rozpoczynają się poszukiwania tajemniczej ukochanej zmarłego kompozytora.

## Obsada
- Gary Oldman jako Ludwig van Beethoven
- Jeroen Krabbé jako Anton Felix Schindler
- Isabella Rossellini jako Anna Marie Erdody
- Johanna ter Steege(inne języki) jako Johanna Reiss
- Marco Hofschneider jako Karl van Beethoven
- Miriam Margolyes jako Nanette Streicher
- Barry Humphries jako Clemens Metternich
- Valeria Golino jako Giulietta Guicciardi
- Gerard Horan(inne języki) jako Nikolaus Johann van Beethoven
- Christopher Fulford(inne języki) jako Kaspar Anton Karl van Beethoven
- Marek Vašut(inne języki) jako policjant
- Fintan McKeown(inne języki) jako Johann van Beethoven
- Hannes Flaschberger(inne języki) jako Joseph Deym
- Claudia Solti(inne języki) jako Theresa von Brunsvik
- Geno Lechner(inne języki) jako Josephine von Brunsvik

i inni

## Produkcja
Kilku statystów, z powodu wysokiej gorączki, zemdlało podczas kręcenia sceny pogrzebowej.